# Classique (cyclisme)
 (avril 2023).
Pour les articles homonymes, voir Classique.
Les classiques sont les 18 courses actuelles d'un jour les plus prestigieuses du calendrier international de cyclisme sur route. Elles sont pour la plupart courues en Europe occidentale depuis plusieurs décennies et leur longueur dépasse généralement les 200 kilomètres. Certaines remontent même au XIXe siècle. Elles ont normalement lieu environ à la même période chaque année. Au début du XXIe siècle, le terme « monuments » est apparu pour désigner les cinq classiques les plus prestigieuses, à savoir Milan-San Remo, le Tour des Flandres, Paris-Roubaix, Liège-Bastogne-Liège et le Tour de Lombardie.

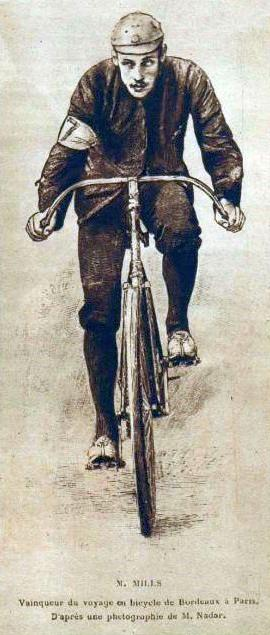
Georges Pilkington Mills, vainqueur du premier Bordeaux-Paris, en 1891.

## Catégorisation
Entre 1989 et 2004, certaines classiques font partie de la Coupe du monde, d'autres du calendrier UCI. De 2005 à 2007, une dizaine de classiques rentrent dans le ProTour géré par l'Union cycliste internationale. Cet événement comprend également plusieurs courses par étapes et d'autres courses d'un jour. En 2008, plusieurs classiques quittent le ProTour en raison de différends entre l'UCI et Amaury Sport Organisation, qui organise notamment le Tour de France, mais également les classiques Paris-Roubaix, la Flèche wallonne, Liège-Bastogne-Liège et Paris-Tours. Cela conduit en 2009 à la création d'un Calendrier mondial UCI. Celui-ci devient l'UCI World Tour en 2011 et prend à nouveau en compte toutes les classiques à l'exception de Paris-Tours.
On parle de semi-classiques pour désigner les courses d'un jour de prestige inférieur, mais parfois très anciennes également.

## Les classiques
Ci-après la liste des courses professionnelles considérées comme des classiques :

### Classiques italiennes
- Strade Bianche - Début Mars. Première édition en 2007. Le dimanche suivant le week-end d'ouverture des Flandriennes (Het Nieuwsblad et Kuurne).

- Milan-San Remo (Italie) – Mi-mars. Première édition en 1907. "La Primavera", c'est la plus longue des classiques en termes de distance (environ 300 km).

### Classiques flandriennes
- Le Circuit Het Nieuwsblad (Flandre belge). Première édition en 1945 (appelé Circuit Het Volk jusqu'en 2008 inclus). Nom local : Omloop Het Nieuwsblad, le dernier samedi de février.
- Kuurne-Bruxelles-Kuurne (Flandre belge). Première édition en 1945. Le dernier dimanche de février.

- Le Grand Prix E3 (Harelbeke, Flandre belge). Première édition en 1958. Le vendredi avant Gand-Wevelgem (9 jours avant le tour des Flandres).
- Gand-Wevelgem (Flandre belge). Première édition en 1934. Nom local : Gent-Wevelgem, le dernier dimanche de mars (7 jours avant le tour des Flandres).
- À travers les Flandres (Flandre belge). Première édition en 1945. Nom local : Dwars door Vlaanderen, le mercredi entre le Gand-Wevelgem et le Tour des Flandres.
- Tour des Flandres (Flandre belge). Première édition en 1913. Nom local : Ronde van Vlaanderen, le premier dimanche d'avril.
- Paris-Roubaix (Compiègne-Roubaix, Picardie et Flandre française). Première édition en 1896. Le deuxième dimanche d'avril (7 jours après le Tour des Flandres).

### Classiques ardennaises
- La Flèche brabançonne (Belgique) - Mi-avril. Première édition en 1961. Nom local : De Brabantse Pijl, le mercredi suivant Paris-Roubaix.
- Amstel Gold Race (Pays-Bas) – Mi-avril. Première édition en 1966. Le troisième dimanche d'avril.
- La Flèche wallonne (Belgique) – Mi-avril. Première édition en 1936. Le mercredi entre l'Amstel et Liège-Bastogne-Liège.
- Liège-Bastogne-Liège (Belgique) – Fin avril. Première édition en 1892. La Doyenne se déroule le quatrième dimanche d'avril.

### Classiques courues en été
- Classique de Saint-Sébastien (Espagne) - Fin juillet. Première édition en 1981. Nom local : Clasica San Sebastian/Donostiako Klasikoa.
- Cyclassics de Hambourg (Allemagne) - Fin août. Première édition en 1996.
- Bretagne Classic (France) - Fin août-Début septembre. Première édition en 1931. Ancien nom : Grand Prix de Plouay.

### Classiques des feuilles mortes
- Tour de Lombardie (Italie) - Début octobre. Première édition en 1905. Nom local : Giro di Lombardia.
- Paris-Tours (France) - Mi-octobre. Première édition en 1896. Seule classique de la Coupe du monde non présent en World Tour.

## Les classiques«Monuments»
Les classiques les plus prestigieuses sont les cinq « Monuments du cyclisme », qui ont toutes été créées avant la Première Guerre mondiale et qui comptent à leur palmarès de nombreux grands champions.
- Milan-San Remo
- Tour des Flandres
- Paris-Roubaix
- Liège-Bastogne-Liège
- Tour de Lombardie

Chaque course a une caractéristique particulière. La course la plus longue de la saison, Milan-San Remo ("la Classicissima" ou également "La Primavera") est souvent courue sous le soleil sur la Riviera italienne avec un parcours qui favorise les sprinteurs. Le Tour des Flandres ("De Ronde" ou "Vlaanderens Mooiste") est au contraire régulièrement disputé sous le mauvais temps, avec un parcours composé de courtes montées pavées et abruptes (des bergs). Paris-Roubaix ("L'Enfer du Nord" ou "La Reine des Classiques") est complètement plat et tire sa difficulté particulière des quelque cinquante kilomètres de passages pavés extrêmement rugueux. Le plus ancien Monument, Liège-Bastogne-Liège ("La Doyenne"), se tient dans les Ardennes wallonnes avec de nombreuses côtes de longueurs variables, parsemées sur les 260 kilomètres de la course, favorables aux puncheurs. Alors que ces quatre classiques ont lieu au printemps, au début de la saison cycliste, le dernier Monument, le Tour de Lombardie ("la Classique des feuilles mortes"), se court en fin de saison et est adapté aux grimpeurs.

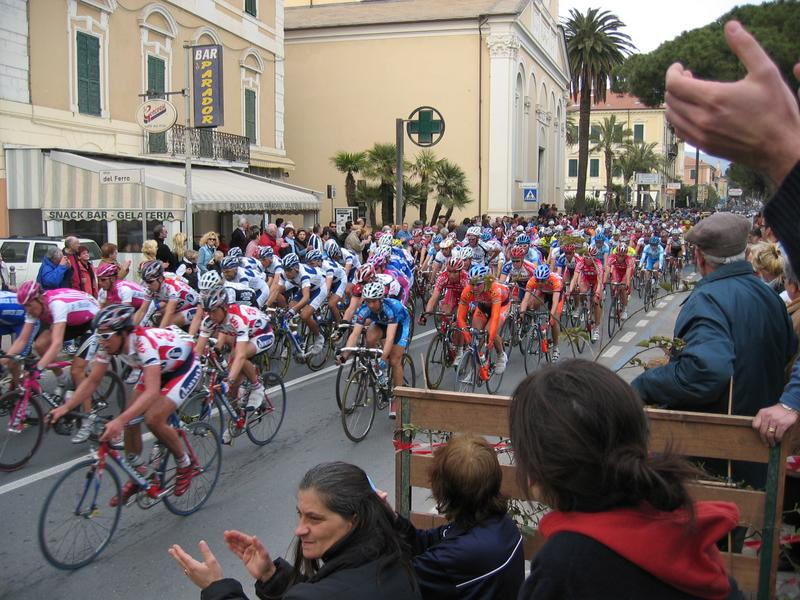
Milan-San Remo : Le peloton à Diano Marina en 2004
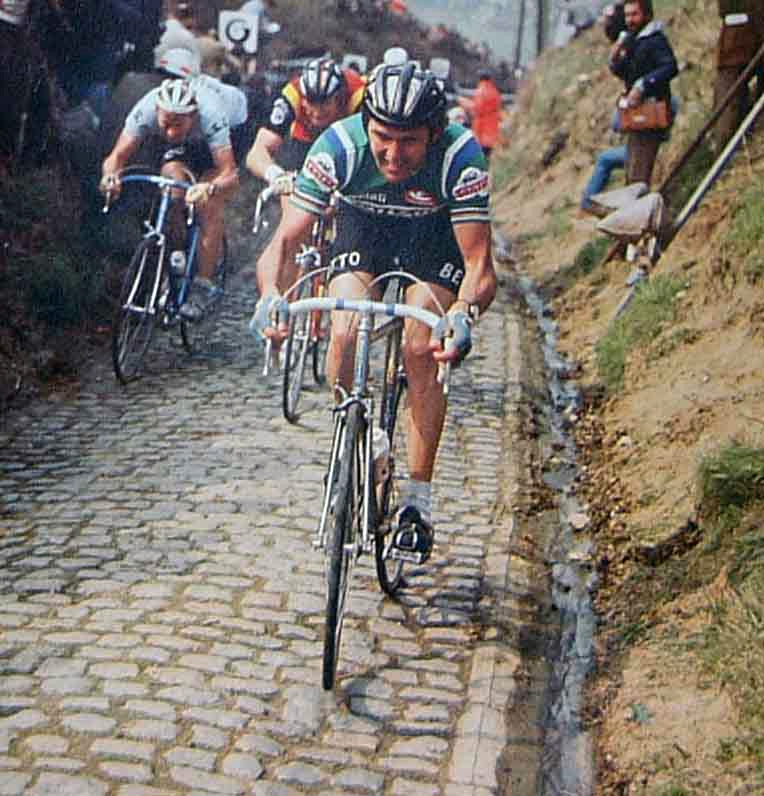
Tour des Flandres : Roger De Vlaeminck dans le Koppenberg
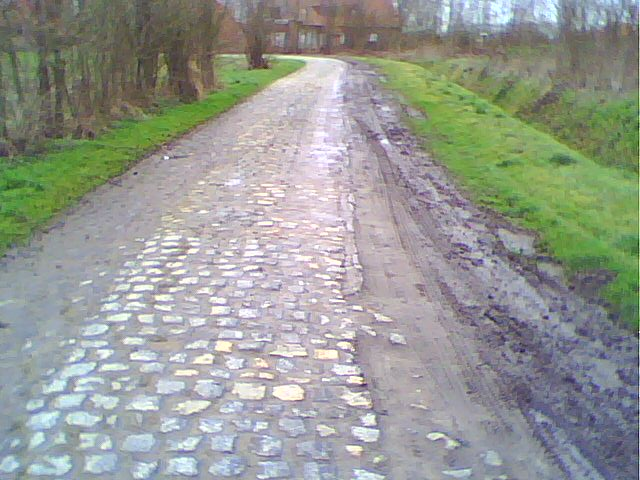
Paris-Roubaix : le Carrefour de l'Arbre
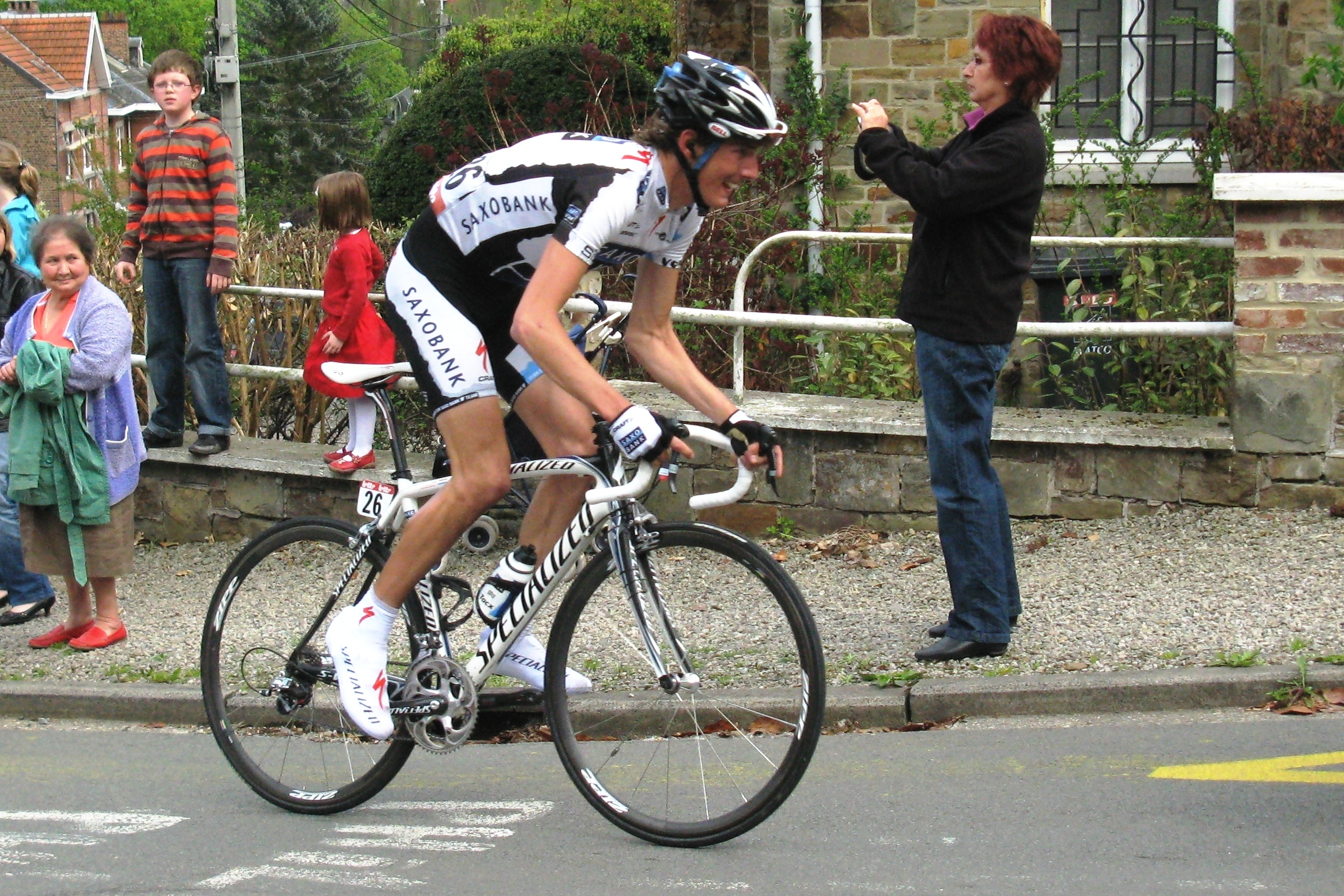
Liège-Bastogne-Liège : Andy Schleck dans la Côte de la Roche-aux-faucons
Tour de Lombardie : parcours 2008.

## Autres

### Anciennes classiques
- Championnat de Zurich (Suisse) - De 1914 à 2006. Il s'agit actuellement d'une course pour amateurs.
- Bordeaux-Paris (France) - De 1891 à 1988.

### Semi-classiques
Ci-après la liste des courses professionnelles considérées comme des semi-classiques :

#### Semi-classiques belges[5]
- Le Samyn - Mars. Première édition en 1968.
- Nokere Koerse - Mars. Première édition en 1944.
- Bredene Koksijde Classic - Mars. Première édition en 2011.
- Classic Bruges-La Panne - Mars. Première édition en un jour en 2018.
- Grand Prix de l'Escaut - Avril. Première édition en 1907. Nom local : Scheldeprijs
- Egmont Cycling Race (anciennement GP Ville de Zottegem) - Août. Première édition en 1934.
- Druivenkoers Overijse - Août. Première édition en 1961.
- Brussels Cycling Classic - Septembre. Première édition en 1893 (appelé Paris-Bruxelles jusqu'en 2012 inclus).
- Grand Prix Jef Scherens - Septembre. Première édition en 1963.
- Grand Prix de Wallonie - Septembre. Première édition en 1935.
- Championnat des Flandres - Septembre. Première édition en 1908.
- Circuit du Houtland - Septembre. Première édition en 1945.

- Autres semi-classiques belges
  -  Prix national de clôture - Octobre. Première édition en 1929. Kermesse professionnelle.

#### Semi-classiques italiennes[6]
- Trofeo Laigueglia - Février. Première édition en 1964.
- Milan-Turin - Mars (auparavant en octobre). Première édition en 1876.
- Grand Prix de Larciano - Avril. Première édition en 1967.
- Tour de Toscane - Avril. Première édition en 1923.
- Trophée Matteotti - Juillet. Première édition en 1945.
- Trois vallées varésines - Août. Première édition en 1919.
- Coppa Bernocchi - Août. Première édition en 1919.
- Coppa Agostoni - Août. Première édition en 1946.
- Tour de Vénétie - Août. Première édition en 1909.
- Tour des Apennins - Août. Première édition en 1934.
- Mémorial Marco Pantani - Septembre. Première édition en 2004.
- Tour du Piémont - Octobre. Première édition en 1906.
- Coppa Sabatini - Octobre. Première édition en 1952.
- Tour d'Émilie - Octobre. Première édition en 1909.

- Autres semi-classiques italiennes
  -  Grand Prix Bruno Beghelli - Octobre. Première édition en 1996. Dernière édition en 2019.

#### Semi-classiques françaises[7](inscrits pour la plupart à laCoupe de France)
- Grand Prix d'ouverture La Marseillaise - Février. Première édition en 1980.
- Grand Prix de Denain - Mars. Première édition en 1959.
- Classic Loire-Atlantique - Mars. Première édition en 2000.
- Cholet-Pays de Loire - Mars. Première édition en 1978.
- Route Adélie de Vitré - Mars-Avril. Première édition en 1997.
- Paris-Camembert - Mars-Avril. Première édition en 1934.
- Tour du Doubs - Avril (auparavant en septembre). Première édition en 1934.
- Grand Prix du Morbihan - Mai. Première édition en 1974.
- Tro Bro Leon - Mai. Première édition en 1984.
- Tour du Finistère - Mai. Première édition en 1986.
- Boucles de l'Aulne - Mai. Première édition en 1931.
- Polynormande - Août. Première édition en 1980.
- Grand Prix de Fourmies - Septembre. Première édition en 1928.
- Grand Prix d'Isbergues - Septembre. Première édition en 1947.
- Tour de Vendée - Octobre. Première édition en 1972.
- Paris-Bourges - Octobre. Première édition en 1913.